# Juraj Posilović
Juraj Posilović (Ivanić-Grad, 24. travnja 1834. – Zagreb, 26. travnja 1914.) bio je zagrebački nadbiskup.

## Životopis
Završio je Klasičnu gimnaziju u Zagrebu 1854. godine. Završio je teološke studije u mađarskom zavodu „Pazmaneum” u Beču. Tamo je zaređen za svećenika 1858. godine te je na istom zavodu stekao i doktorat znanosti iz područja biblijskih znanosti i crkvenog prava.
Bio je imenovan nadstojnikom zagrebačkog sjemeništa te profesorom povijesti Novoga zavjeta i kanonskog prava. Pridružio se nadbiskupu Hauliku prigododm osnivanja Književnog društva sv. Jeronima u Zagrebu. Bio je i urednik „Katoličkog lista”. Bio je prvi dekan Bogoslovnog fakulteta u Zagrebu.
Godine 1876. imenovan je biskupom senjsko-modruškim ili krbavskim.
Godine 1894. ustoličen je za zagrebačkog nadbiskupa. Pomoćni biskup bio je Blaž Švinderman, njegov vjerni pomoćnik i suradnik. Pod njegovim pokroviteljstvom restaurirana je zagrebačka prvostolnica, izgrađeni samostan i crkva isusovaca u Zagrebu te održan Prvi hrvatski katolički sastanak 1900. Među osobite zasluge biskupa Posilovića pripadaju i njegova neumorna nastojanja da se očuva glagoljica u hrvatskome narodu.
Jednim je od darovatelja katedrala Srca Isusova u Sarajevu (slike Crkvenih Otaca).

### Članci
- Szabo, Agneza. 2007. Senjska bogoslovija i prihvaćanje Parčićeva misala za biskupa Posilovića 1876.-1894. Riječki teološki časopis. Riječki teološki časopis. Rijeka. 30 (2): 295–307

| Titule u Katoličkoj Crkvi  | Titule u Katoličkoj Crkvi             | Titule u Katoličkoj Crkvi |
| -------------------------- | ------------------------------------- | ------------------------- |
| prethodnik Vjenceslav Šoić | senjsko-modruški biskup 1876. – 1894. | nasljednik Antun Maurović |
| prethodnik Josip Mihalović | zagrebački nadbiskup 1894. – 1914.    | nasljednik Antun Bauer    |